# Lidová architektura v Česku

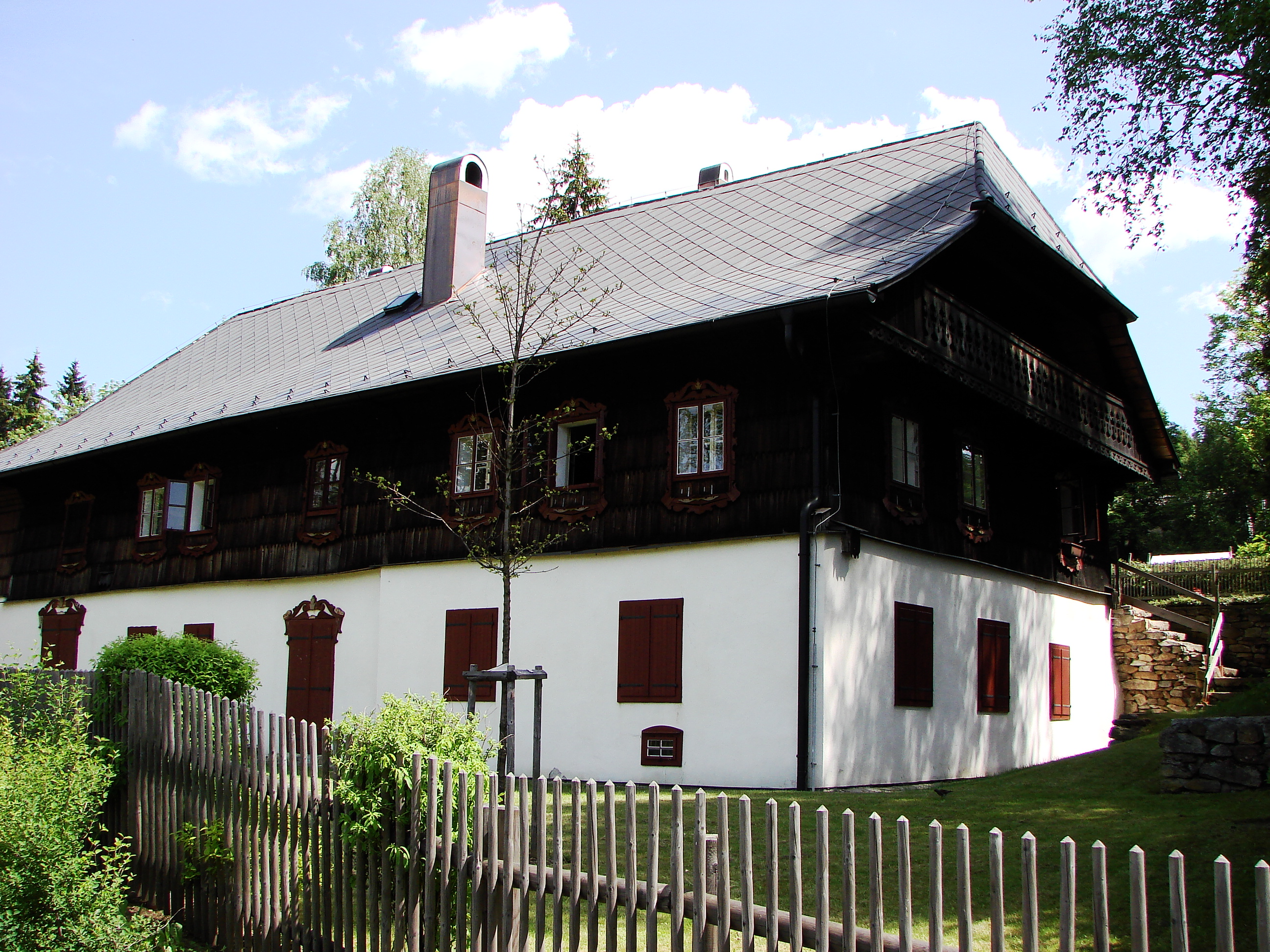
Původní šumavská lidová architektura - kovárna Lenora

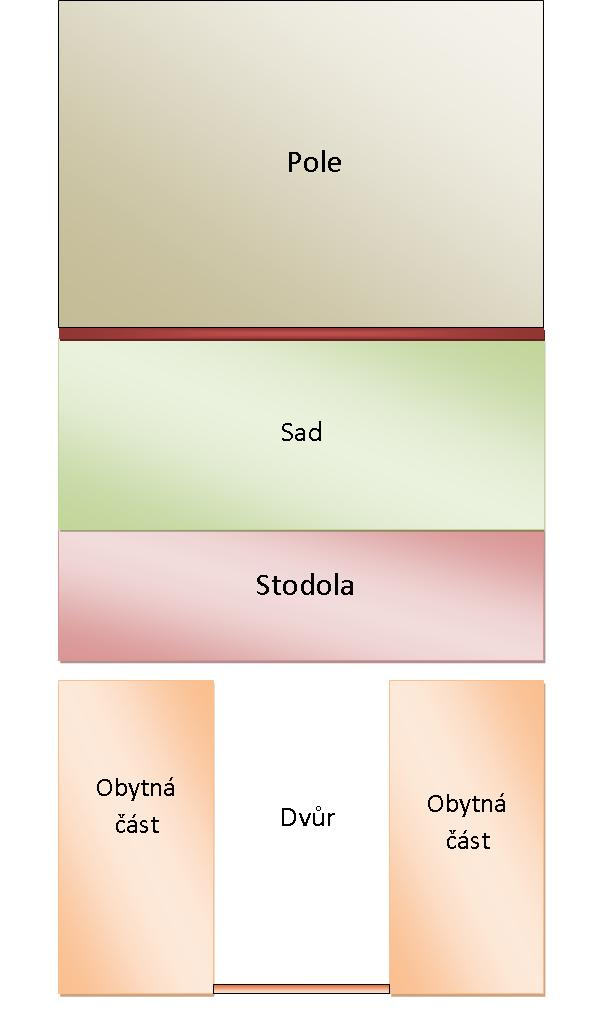
Struktura vesnického stavení

Lidová architektura v České republice je specifický projev lidové architektury v České republice.
V České republice se do dnešních dnů uchovalo mnoho památek lidové architektury, a to nejen jednotlivé objekty, ale často jde o ucelenou stylově čistou výstavbu.

## Vývoj lidové architektury
Tradiční vesnické stavby představovaly vždy hlavní složku zástavby a vytvářely tak i tzv. normativ hlavně v kultuře bydlení. Nejstarší lidové stavby jsou ojediněle dochovány již z období 15. - 17. století, třicetiletá válka ale měla na lidové stavitelství zcela destruktivní vliv. Lidová architektura měla tak příležitost k výraznějšímu rozvoji až ve 2. polovině 18. století, kdy začaly krystalizovat regionální rozdíly a uplatňovala se vysoká řemeslná úroveň. Milníkem ve vývoji lidového stavebnictví byl protipožární patent, vydaný císařovnou Marii Terezií dne 21. srpna 1751, který mj. zakázal budování dřevěných staveb na Moravě s výjimkou velkých měst a výrazně podporoval zděná stavení. V roce 1816 pak byl vyhlášen dvorský dekret, který stavění ze dřeva zakázal zcela. V období kolem roku 1800 tedy vrcholí období roubené architektury, která na základě dekretu postupně ustupuje architektuře zděné. V 1. polovině 20. století pak lidová architektura z venkova postupně mizela a byla nahrazována městskými formami obydlí (vily).

## Pojmy
Domový typ (též typ lidového domu) je souhrn rysů lidového stavitelství na určitém území. Zohledňuje delší časové období, v něm se stavitelství na uvedeném území vyvíjelo, a často také překračuje dnešní státní hranice. Základními kritérii pro stanovení domového typu jsou:
- stavební materiál
- půdorys
- způsob vytápění
- krov a tvar střechy
- orientace k řídicí ose
- forma a uspořádání dvora

Místní (lokální) dobová forma je podmnožinou domového typu. Označuje místní variantu, vývojově ohraničenou v čase. Kromě kritérií domového typu je dále určena:
- úpravou vstupu do domu
- úpravou a výzdobou štítu
- úpravou stěn a jejich výzdobou
- pavlačí
- podstávkou
- podsíní
- a dalšími zvláštnostmi

## Orientace staveb
Stavby v Česku jsou postaveny tak, aby jejich štíty obytných budov směřovaly do středu návsi. Naopak k tomu stavení na Moravě jsou postaveny tak, aby delší část domu tedy bok stavby směřoval na náves.

## Dělení podle oblastí
Hlavní regionální oblasti jsou: Střední Čechy, Jižní Čechy, Jihozápadní Čechy, Severozápadní Čechy, Severní Čechy, Východní Čechy, Jižní Morava, Střední Morava, Slezsko a Severní Morava.

### Střední Čechy

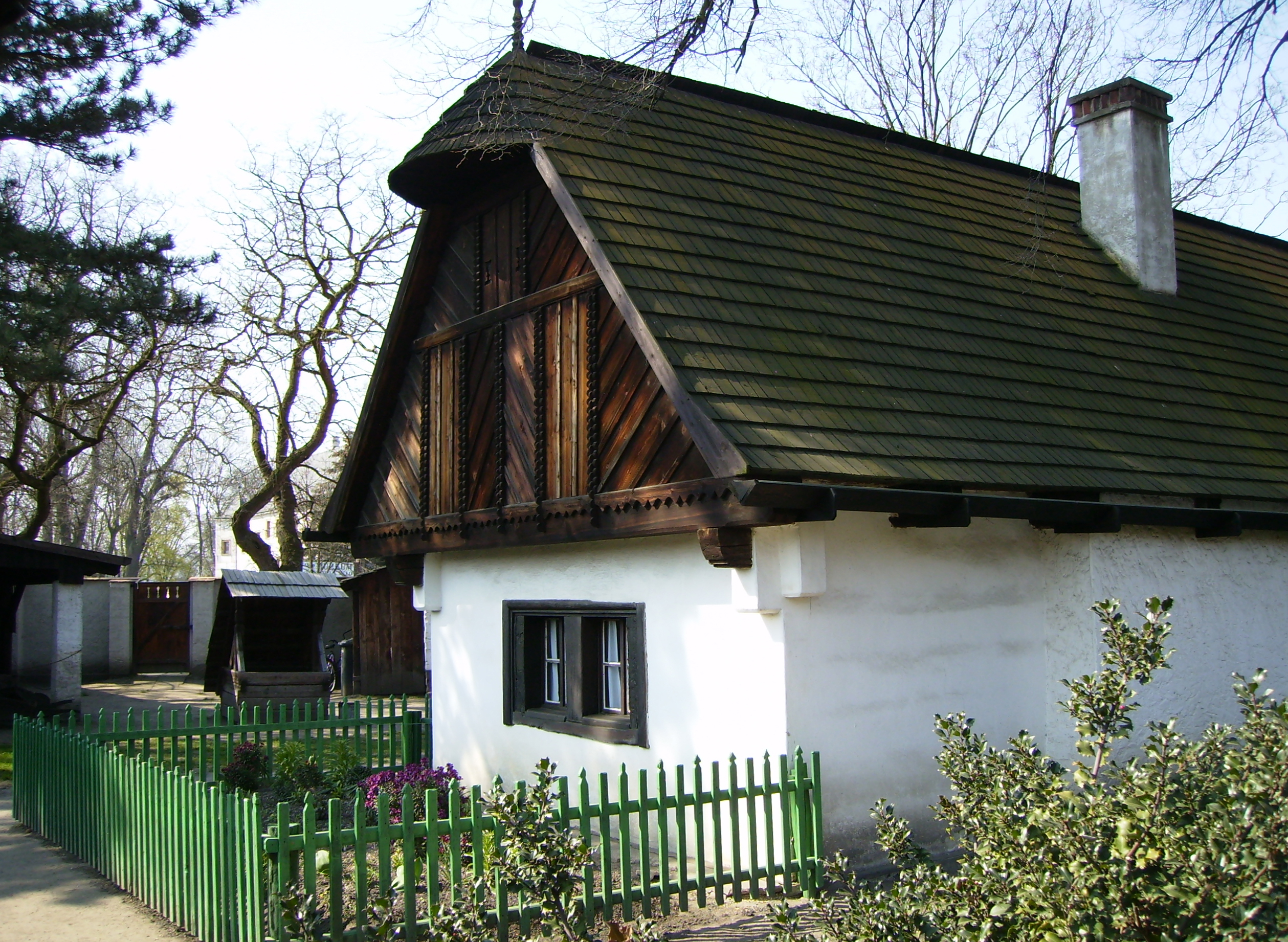
Skanzen v Přerově nad Labem

Hlavní část regionu náleží k tzv. starému sídelnímu území – osídlena již od raného středověku. Hlavním typem domu od středověku byl přízemní třídílný dům, který se v chudších a zalesněných oblastech budoval až do počátku 19. století. Tyto dřevěné domy bývaly patrové v oblasti Mělníku a Mladé Boleslavi. V jižní části kvůli nedostatku lesů převládaly zděné domy. Ze severozápadu sem zasahovaly i (často poschoďové) německé hrázděné konstrukce.
Specifický domový typ představuje tzv. dům Středočeské pahorkatiny a povodí Berounky. Stavby tohoto typu se nacházejí na poměrně velkém území a jsou tedy i značně variabilní. Společným rysem je trojdílná dispozice komorového typu (tj. světnice, síň a komora, nikoli chlév). Široká střecha s předsazenou lomenicí je završena polovalbou nebo kabřincem, předsazení někdy vytváří podsíň.

### Jižní Čechy
Ve starších dobách v této oblasti převládaly srubové konstrukce domů, které byly obkládané dřevem, nebo omítané hlínou. Po vydání protipožárního patentu se domy začaly více budovat z hlíny, případně z kamene, jehož zde byl dostatek. V 19. století se zde vyvinul zvláštní stavební styl, tzv. selské baroko, jehož představiteli byli mj. Martin Bursa a Martin Paták, Tato oblast by se dala rozdělit přibližně na čtyři podoblasti.

#### Blata
Typickou stavbou pro níže položené oblasti Jižních Čech je tzv. Blatský dům, jehož název je odvozen od nářečního slova bláto (rašelina), která se získávala při vysušování močálů ve snaze získat zemědělskou půdu.

### Jihozápadní Čechy
Dům jihozápadních Čech je domový typ, který se vyskytuje v širší oblasti kolem národního parku Šumava.
- Šumava: V hornatější Šumavě se poměrně dlouho udržel srubový typ domu, který byl krytý zpravidla šindelem a měl výraznou polovalbu. Jako šumavský dům označujeme mohutná horská stavení, kde se prvky místní lidové architektury mísí s prvky německých tradičních obydlí (např. zapuštěná pavlač).[1] Ve Volarech a v Dobré jsou roubené nebo poloroubené domy alpského typu (tzv. Volarský dům).
- Pošumaví: Relativní izolovanost a členitost území zformovaly specifické formy lidové architektury. Mísí se tu tradice stavění ze všech stavebních materiálů s využitím množství archaických prvků.
- Horažďovicko: Převládá kamenné zdivo, zadní část domu bývá často dvoupodlažní.

#### Západní Čechy
Západní Čechy jsou tvořeny mírně zvlněnou zalesněnou krajinou s nížinami u řek, procházející až do poměrně členitého terénu Českého lesa. Jde o oblasti Plzeňsko (Plzeň a okolí), Chodsko (Domažlice) a Český les na hranicích s Bavorskem. V této oblasti převládají původní jednopodlažní dřevěné stavby, které byly často omazávané hlínou. Ze západu sem také pronikala německá tradice patrových hrázděných konstrukcí (kromě Chodska).
Tzv. plzeňský dům je místní forma domu jihozápadních Čech, typická pro Plzeňsko, která se vyznačuje bohatě členěnou lomenicí, a někdy také nabílenými stěnami.
Oblast Rokycanska a Zbirožska je etnograficky považována za území roubeného domu středočeského typu. Nejvýznamnější soubory jsou v Dobřívě a Strašicích.

### Severozápadní Čechy
Tato oblast se přibližně kryje s dnešním Karlovarském a Ústeckým krajem na severozápadě Čech. V těchto v minulosti bohatých zemědělských krajích vidět značný vliv německé kolonizace a německého stavitelství. Nedostatek dřeva způsobil poměrně rychlý přechod od srubového domu ke zděným stavbám. Dřevěná zůstala pouze obytná místnost domu kvůli lepším tepelně izolačním vlastnostem dřeva, ale postupně se i ta začala zdít z cihel. Německá kolonizace ovlivnila jednopodlažní domy hlavně hrázděných konstrukcí nad úrovní přízemí, postupně se ale začaly stavět patrové domy, přičemž přízemí bylo zděné z cihel nebo z kamene (Krušnohorský dům) a patro hrázděné.
Velmi zajímavým je typ chebského domu, který má patro hrázděné hustší než ostatní domy, přičemž hrázděná konstrukce je ve štítu zvýrazněna s důrazem na její výtvarné provedení.
Středohorský dům je pak lokální forma domu z oblasti Středohoří a v širším okolí Českolipska. Jedná se o poměrně mohutné patrové stavby buď s hrázděným patrem, celoroubené, nebo se zděnou zadní částí přízemku a roubeným patrem. Roubená konstrukce je tvořena opracovanými trámy vázanými nejčastěji na rybinu, ale někdy také na zámky.

### Severní Čechy
Oblast zabírá přibližně území Libereckého kraje a severní části Ústeckého kraje. Jako ve všech regionech, i v oblasti severních Čech se vzhledem k zalesněné i nížinné území prolíná více stavebních typů tradiční architektury. Charakteristickým je tzv. Dům severních Čech, v jehož rámci rozeznáváme ještě dva stavební typy: pojizerský dům a turnovský dům, který je podformou domu pojizerského, ale se specifickou podstávkou a odlišnou konstrukcí. Typickým představitelem turnovské formy domu je Dlaskův statek.

### Východní Čechy
Oblast východočeské lidové architektury se kryje s Královéhradeckém kraji, Pardubickým krajem a části kraje Vysočina. Celý region se dá rozdělit ještě na tři podoblasti s typickou domovní zástavbou:
- Dům východních Čech
  - Tento přízemní roubený domový typ je rozšířený na poměrně velkém území od středních Čech až po Českomoravskou vrchovinu a vyznačuje se tedy značnou variabilitou. Okřídlí a lomenice jsou často barevně zdobeny rostlinnými ornamenty.[1]
  - Dům středního Polabí je domová forma, pro niž je typická především skromná přízemní zástavba a časté užití trhanic.[1]
- Dům severovýchodních Čech (Krkonošský dům a Podorlický dům)
- Dům Českomoravské vrchoviny[5]
  - Vzhledem k náročným klimatickým podmínkám jsou domy Českomoravské vrchoviny přízemní a objekty nejčastěji tvoří na pozemku uzavřené prostorové uspořádání.
  - Horácký dům je místní domovou formou z oblasti Nového Města na Moravě a Žďáru nad Sázavou. Silné trámy roubení jsou často obíleny vápnem, nebo v kožichu. Sedlová střecha s kabřincem nebo polovalbou je často doplněna makovičkou.[1] V Horácké oblasti na Českomoravské vrchovině převažuje dřevo s ozdobně deštění štítem, později se však uplatnily i zděné konstrukce, ale omezovaly se na přízemí domu. Domy měly podloubí, které často později nahradila výrazná římsa.
  - Třebovsko-svitavský dům je místní domovou formou z oblasti Svitav a Moravské Třebové.[1]
  - Malohanácký dům je místní domovou formou z oblasti Boskovic a Jevíčka. Typickým prvkem je v průčelí dřevěný patrový žondr, tj. předsunutý roubený prostor v patře (typicky sýpka nebo komora), spočívající vpředu na třech podpěrných sloupech a vzadu připojený k průčelí domu.[1][6]
  - Poličský dům je místní domovou formou hlavně z blízkosti Poličky.[1]

### Jižní Morava
Geograficky je lidová architektura Jižní Moravy ohraničena přibližně Českomoravskou vrchovinou, Brněnské vrchovinou a jižní částí Bílých Karpat. Dá se rozdělit na několik oblastí, nejvýrazněji jsou však dvě:
- Slovácko na dolním toku Moravy, ve východní části na styku se Záhořím jde o typicky nížinnou zděnou architekturu se slaměnou střechou, stěny jsou omazané hlínou a byly často zdobeny ornamenty, včetně malovaného žudra. V západní části, která je více hornatá, se však převážně používaly dřevěné konstrukce omazávané hlínou.
- Dyjsko-Svratecká oblast v západní části Jižní Moravy je částečně ovlivněna Slováckem a hanácké oblastí na střední Moravě, charakteristická je zděnými domy orientovanými okapem do ulice. Někdy se vyskytuje žudro a uplatňují se zde i dobové barokní vlivy (selské baroko).

### Střední Morava

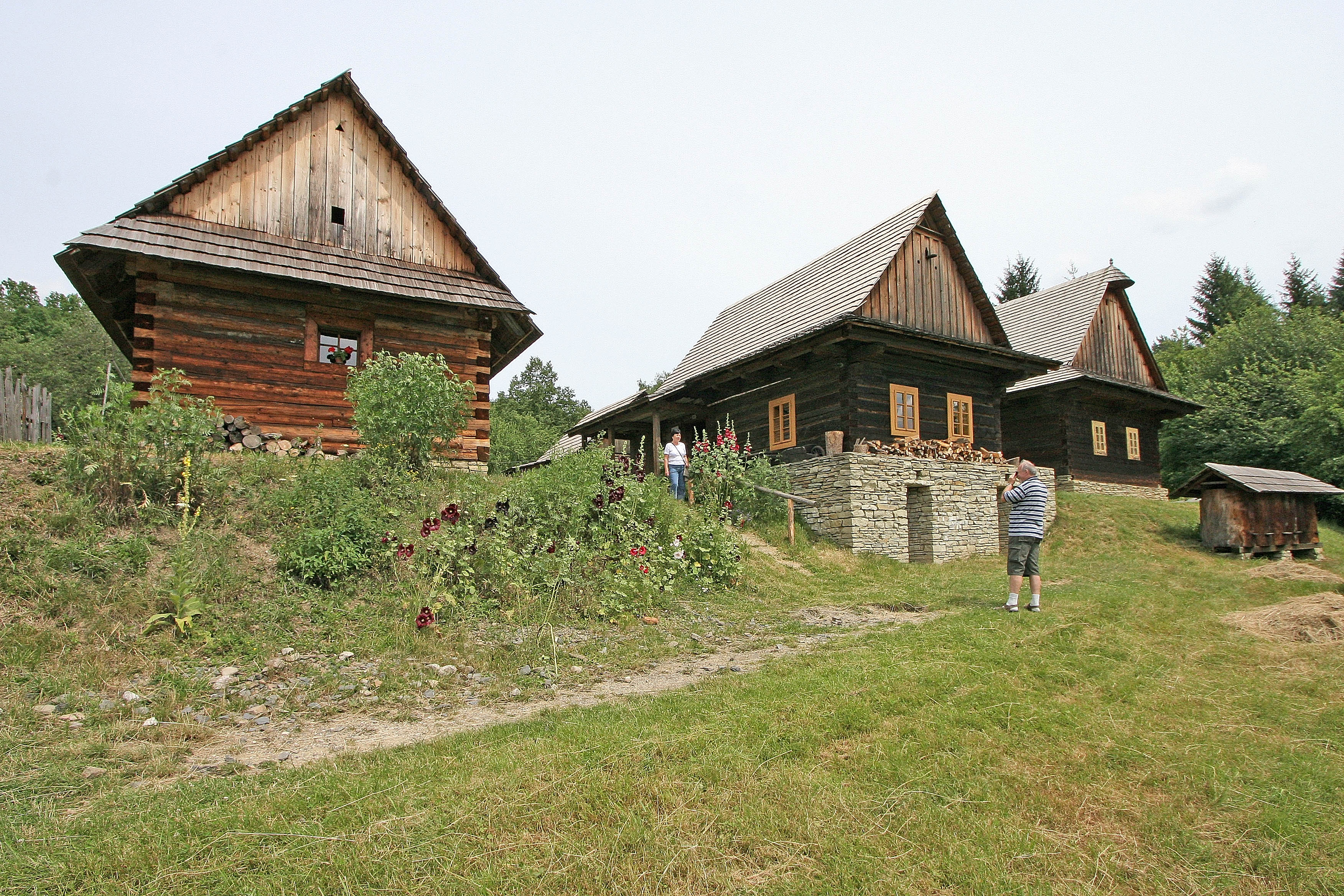
Usedlosti z Nového Hrozenkova

Oblast Střední Moravy je geograficky vymezena Jeseníky, Brněnskou vrchovinou a severní částí Karpat. V současnosti se přibližně kryje s Zlínským a částečně s Olomouckým a Jihomoravským krajem. Dělí se na tři základní oblasti:
- Valašská oblast je západní, hornatá část Střední Moravy na úpatí Karpat, kterou kolonizovali až v 16. století Valaši. Jelikož toto etnikum do značné míry kolonizovala i oblast severního Slovenska, má zdejší architektura několik společných prvků s lidovou architekturou na Slovensku. Jde zejména o výraznou, šindelem pokrytou střechu s větší i menší podloubím, která mohla být zakončena polovalbou nebo kabřincem, přičemž štítová část byla ozdobně deskovaná. Zástavba byla kvůli složitému terénu většinou rozvolněná.
  - Valašský dům je domová forma z okolí Vsetína, Valašského Meziříčí a Rožnova.[1]
  - Kopaničářský dům je domová forma v Moravskoslezském pomezí s jádrem výskytu v blízkém okolí Starého Hrozenkova.[1]
- Hanácká oblast zabírá nížinné oblasti v okolí středního toku řeky Morava. Lidová architektura se zde prolíná s architekturou západního Slovenska – domy jsou zděné z nepálené hlíny, kryté jsou slámou a omazávané hlínou. Orientované jsou okapem do ulice a často se vyskytuje žudro.

### Severní Morava a Slezsko
Tento region je vymezen pohořím Jeseníky a Moravskoslezskými Beskydami na hranici se Slovenskem. Tvoří ho zejména území českého Slezska s centrální částí kolem Ostravy a povodí řeky Odry. Terén je převážně hornatý, s výjimkou okolí Ostravy, které bylo zasaženo průmyslem (těžba uhlí) a proto se zde tradiční architektura téměř nezachovala.
Východosudetský dům je samostatný domový typ charakteristický pro oblast severovýchodního pohraničí s Polskem a zasahující až do Jeseníků a Opavska.
Region lze rozdělit na tři základní oblasti:
- Jesenická oblast – hornatá, z hlediska kolonizace nejmladší, s přízemními, původně dřevěnými domy pokrytými šindelem a později zděnými stavbami krytými místní břidlicí. Jako ve většině horských oblastí, vyznačují se výraznou, strmou střechou. Místní domová forma se nazývá jesenický dům.
- Opavská oblast v okolí Opavy se vyznačuje rovněž přízemními domy, které jsou charakteristické podezdívku, přistavěným před vstupem do obydlí. Místní domová forma se nazývá opavský dům.
- Těšínskoslezská oblast se vyznačuje dvěma typy obytných staveb: v okolí Ostravy je to přízemní, srubový dům s valbovou střechou a na úpatí Beskyd je střecha sedlová s podloubím. Těšínskoslezský dům je domová formy z oblasti Slezska.[6]
  - Karpatský typ je podtyp těšínskoslezského domu z oblasti jižního Těšínska.[1]
  - Nížinný (ostravský) typ je podtyp těšínskoslezského domu z oblasti ostravské části Slezska.[1]

## Skanzeny lidové architektury v Česku
Přehled skanzenů v České republice
| Skanzen                                           | Rok otevření | Obec                 |
| ------------------------------------------------- | ------------ | -------------------- |
| Hanácké muzeum v přírodě                          | 1994         | Příkazy              |
| Muzeum lidových staveb v Kouřimi                  | 1972         | Kouřim               |
| Muzeum v přírodě Zubrnice                         | 1972         | Zubrnice             |
| Muzeum vesnice jihovýchodní Moravy                | 1973         | Strážnice            |
| Muzeum vesnických staveb středního Povltaví       | 2002         | Vysoký Chlumec       |
| Národopisné muzeum Slánska                        | 1969         | Třebíz               |
| Polabské národopisné muzeum                       | 1967         | Přerov nad Labem     |
| Západočeský skanzen                               | ???          | Chanovice            |
| Soubor lidových staveb východní Hané              | 1977         | Rymice               |
| Muzeum v přírodě Vysočina                         | 1972         | Vysočina, Hlinsko    |
| Soukromé národopisné muzeum Doubrava              | ???          | Lipová               |
| Valašské muzeum v přírodě                         | 1925         | Rožnov pod Radhoštěm |
| Podorlický skanzen Krňovice                       | 2002         | Krňovice             |
| Stará Ves - Centrum krušnohorského lidového umění | ???          | Chomutov             |